# Gugney-aux-Aulx
Gugney-aux-Aulx là một xã, nằm ở tỉnh Vosges trong vùng Grand Est của Pháp. Xã này có diện tích 8,67 km², dân số năm 1999 là 133 người. Xã này nằm ở khu vực có độ cao trung bình 315 m trên mực nước biển.

## Hành chính
| Danh sách các xã trưởng                |           |                    |      |         |
| Giai đoạn                              | Giai đoạn | Tên                | Đảng | Tư cách |
| tháng 3 2008                           | 2014      | Jack Brie          |      |         |
|                                        | 2008      | Guy Malnory        |      |         |
|                                        |           | Christian Mervelay |      |         |
|                                        |           | Denis Claudel      |      |         |
| Tất cả các dữ liệu trước đây không rõ. |           |                    |      |         |

## Biến động dân số
| 1962                                         | 1968 | 1975 | 1982 | 1990 | 1999 |
| -------------------------------------------- | ---- | ---- | ---- | ---- | ---- |
| 128                                          | 146  | 151  | 139  | 115  | 133  |
| Số liệu từ năm 1962: Dân số không tính trùng |      |      |      |      |      |